# Udones
Udones waren in der Antike getragene Socken.

## Beschreibung
Udones waren aus Wolle gefertigte römische Socken, die aber eher die Funktion von heutigen Pantoffeln erfüllten. Sie waren ein Gegenstück zu den aus Filz gemachten Tibialia. Sie waren allerdings nicht besonders robust und wurden daher nur auf Straßen oder in Häusern getragen.
Getragen wurden die Udones im privaten Bereich von fast allen Schichten der römischen Gesellschaft, sie waren billig und im ganzen römischen Reich eine Alltagserscheinung.